# Vicente Filísola
Vicente Filísola, nacido Vincenzo Filizzola (Ravello, Reino de Nápoles, 1789-Ciudad de México, 1850) fue un militar español, protagonista de la historia de México y América Central en el siglo XIX.
Se incorporó al ejército español en 1804, y fue mandado a servir a la Nueva España en 1811, en plena guerra de independencia de México. Se adhirió al Plan de Iguala en Zitacuaro el 7 de abril de 1821. Simpatizante de Agustín de Iturbide, fue elevado a brigadier general en el Primer Imperio Mexicano, y por orden del monarca, Gabino Gaínza dejó el poder de Guatemala en manos de Filisola y abandonó el país con rumbo a México.
Cuando las provincias de Centroamérica declararon su unión al Imperio, la Provincia de San Salvador denunció la anexión como ilegítima, se declaraba en rebeldía y bajo la dirección de José Matías Delgado y Manuel José Arce y Fagoaga se preparó para la lucha armada. Las tropas mexicanas y salvadoreñas trabaron combate en la zona de El Guayabal y Guazapa el 14 de enero de 1823. El mismo Filísola mandó una nota al comandante Arce para reconsiderar la anexión al Imperio, pero Arce rechazó la propuesta.
El 7 de febrero, las tropas mexicanas tomaron la población de Mejicanos. Tras las batallas los salvadoreños acabaron debilitados. El remanente de esta milicia abandonó San Salvador con Arce gravemente enfermo. Filísola entró a la ciudad el día nueve y declaró anexada a la provincia la siguiente jornada. Sin embargo, ésta anexión no duraría mucho. 
En el 25 de febrero, se le comunicó a Filísola de la Revolución del Plan de Casa Mata en México, donde se habían rebelado en contra de Iturbide generales como Antonio López de Santa Anna. Abandonó el territorio el 6 de marzo, dejando a Felipe Codallos como intendente y gobernador. Considerando la situación de México decidió que la única alternativa para proteger a Guatemala fue convocar a la Diputación Provincial de Guatemala para comunicarles de lo sucedido en México; a la vez, manifestó su resolución para que se convoque un congreso en Guatemala. En el 29 de marzo expidió el decreto de convocatoria para la reunión de un Congreso de las provincias centroamericanas de la manera originalmente acordada en la Acta de Independencia del 15 de septiembre de 1821.
En 1833 fue nombrado comandante de las Provincias Orientales Internas, y años más tarde consiguió la concesión de tierras en Texas para establecer a seiscientas familias de colonos no anglosajones. Antonio López de Santa Anna comisionó a Filísola como su segundo en la campaña para impedir la independencia de Texas. Cuando Santa Anna fue capturado en la batalla de San Jacinto, quedó comisionado para la retirada del ejército mexicano del territorio de Texas.
Filísola obedeció la orden de Santa Anna de retirarse, evacuó San Antonio Béjar el 24 de mayo, y ratificó los tratados de Velasco. Luego de que ambas partes cerraron el trato, recibió indicaciones del gobierno de México (a cargo de José Justo Corro, pues Santa Anna fue destituido) de no retirarse. Filísola y su tropa continuaron el camino hasta Heroica Matamoros donde llega el 15 de junio de 1836, allí fue relevado por el general José Urrea.
Aunque Filísola fue acusado de cobarde y traidor, fue exonerado por el gobierno mexicano dos años después. Más tarde publicó una defensa de su imagen, que fue traducida y publicada por la República de Texas en 1837. Años más tarde, durante la intervención estadounidense, Filísola estuvo al frente de una de las tres divisiones del ejército mexicano. Murió dos años más tarde (1850), de cólera, en la Ciudad de México.